# 8885 Sette
8885 Sette (1994 EL3) là một tiểu hành tinh vành đai chính được phát hiện ngày 13 tháng 3 năm 1994 bởi M. Tombelli và V. Goretti ở Cima Ekar.